# Pseudomethia
Pseudomethia is een kevergeslacht uit de familie van de boktorren (Cerambycidae). De wetenschappelijke naam van het geslacht werd voor het eerst geldig gepubliceerd in 1937 door Linsley.

## Soorten
Pseudomethia is monotypisch en omvat slechts de volgende soort:
- Pseudomethia arida Linsley, 1937